# Samuel Mudd
Samuel Alexander Mudd (20 décembre 1833 - 10 janvier 1883, d'une pneumonie) était un médecin du Maryland impliqué et emprisonné pour avoir conspiré et soigné John Wilkes Booth, l'assassin du président Abraham Lincoln. Il sera libéré par le président Andrew Johnson le 8 mars 1869.

## Les faits
Booth a abattu Lincoln le 14 avril 1865, mais a été blessé lors de son évasion de la scène. Il s’est ensuite rendu avec son complice David Herold chez Mudd aux premières heures du 15 avril pour une intervention chirurgicale sur la jambe fracturée avant de s'enfuir pour la Virginie. Ce jour-là, Mudd a dû apprendre l’assassinat, mais n’a pas signalé la visite de Booth aux autorités avant 24 heures. Ce fait semblait le lier au crime, tout comme les diverses versions de l’histoire lors des interrogatoires. Une commission militaire a déclaré Mudd coupable d’avoir aidé et conspiré dans un meurtre, et il a été condamné à la prison à vie, échappant à la peine de mort d'une seule voix.
Mudd a été emprisonné à Fort Jefferson, dans les Dry Tortugas. À l'automne 1867, il y eut une épidémie de fièvre jaune au fort. Le médecin de la prison est mort et Mudd a accepté de le remplacer. Il a pu aider à endiguer la propagation de la maladie. Il a été gracié par le Président Johnson le 8 février 1869.
Le degré de culpabilité de Samuel Mudd est resté controversé. Les tentatives de réhabilitation notamment de son petit-fils Richard Mudd n'ont pas abouties.

## Film
- John Ford réalisa un film en 1936 sur sa condamnation et son emprisonnement : Je n'ai pas tué Lincoln (The Prisoner of Shark Island). Présenté comme totalement innocent, le Dr. Samuel Mudd y devient une figure héroïque de l'injustice, au détriment des faits historiques.

### Source
- (en) Cet article est partiellement ou en totalité issu de l’article de Wikipédia en anglais intitulé « Samuel Mudd » (voir la liste des auteurs).